# Antonio Coen
Antonio Coen, né le 5 novembre 1885 à Paris, où il est mort le 21 avril 1956, est un avocat et un homme politique français. En 1920, il devient membre du comité directeur et du Bureau du Parti communiste français durant une année.

## Biographie
En 1908, il est admis avocat au barreau de Paris. Durant la Première Guerre mondiale, il sert comme sergent. La guerre terminée, il est membre de la 17e section de Paris du Parti socialiste et devient, en 1920, titulaire de la commission exécutive de la fédération de la Seine. Partisan de la IIIe Internationale, il signe, dans le Bulletin communiste, l'appel à la rejoindre. Quelques mois plus tard, il devient membre du comité directeur du Parti communiste français, dont il fait partie du Bureau. En 1921, au congrès de Marseille, il n'est pas reconduit au comité directeur[réf. nécessaire]. L'année suivante, il démissionne à la suite de l'interdiction faite à ces membres d'appartenir à la franc-maçonnerie. Toutefois, en 1926, il est un des orateurs d'un meeting du Secours rouge international[réf. souhaitée].
Il adhère de la Section française de l'Internationale ouvrière (SFIO) après son départ du Parti communiste et défend dans les prétoires de nombreux militants syndicalistes, il est un spécialiste du droit du travail.

## Franc-maçonnerie
Antonio Coen est initié à la franc-maçonnerie le 26 juillet 1909 à la loge « Minerve (410) » appartenant à la Grande Loge de France. Il rejoint la loge « Jean Jaurès » en 1922 dont il devient le vénérable maître l'année suivante. Il entre au conseil fédéral et occupe les postes d'orateur adjoint en 1927, grand-maître adjoint en 1931, puis grand-maître en 1955 et 1956. En tant qu'auteur sur la franc-maçonnerie il rédige en collaboration avec Michel Dumesnil de Gramont, La franc-maçonnerie écossaise. Il est également l'auteur d'un ouvrage édité après sa mort sous le titre de Dante et le contenu initiatique de la Vita Nuova .
De 1910 à 1927, il est l'époux de Sasia Erlich.